# هنریک پتریچ
هنریک پتریچ (انگلیسی: Henryk Petrich؛ زادهٔ ۱۰ ژانویهٔ ۱۹۵۹) بوکسور اهل لهستان است.